# Wyspa Nelsona (Alaska)
Wyspa Nelsona (ang. Nelson Island, yupik Qaluyaaq) – wyspa w okręgu Bethel, w południowo-zachodniej Alasce. Ma 68 km długości i 32-56 km szerokości. Z powierzchnią liczącą 2183 km² jest 15 największą wyspą Stanów Zjednoczonych. Wyspa jest oddzielona od kontynentalnej Alaski na północy rzeką Ningaluk, od wschodu rzeką Kolavinarak, a na południu od wyspy Nunivak oddziela ją cieśnina Etolina.
Na wyspie znajdują się trzy miejscowości, wszystkie zlokalizowane na wybrzeżu Morza Beringa w południowo-zachodniej części wyspy: Tununak, Toksook Bay oraz Nightmute. Łączna populacja tych trzech osad wynosi 1065 mieszkańców według spisu ludności z 2000 roku. Najwięcej ludzi mieszka w Toksook Bay (667 osób w roku 2018). Zimą Tununak i Nightmute łączy szlak skuterów śnieżnych. Reszta wyspy stanowiąca ponad 77% jej powierzchni jest niezamieszkana.
Osada Newtok znajdująca się w kontynentalnej części Alaski jest w trakcie przenoszenia na Wyspę Nelsona z powodu erozji wód gruntowych na północnym brzegu rzeki Ningaluk, gdzie obecnie leży ta miejscowość. Zakończenie projektu jest zaplanowane na 2023 rok.